# 48416 Carmelita
48416 Carmelita este un asteroid din centura principală, descoperit pe 24 ianuarie 1988, de Carolyn Shoemaker și Eugene Shoemaker.